# Janis Antonovics
Janis Antonovics (* 18. Oktober 1942 in Riga) ist ein britisch-amerikanischer Ökologe und Professor für Biologie an der University of Virginia.

## Leben und Forschung
Er studierte an der Universität Cambridge und schloss 1966 mit einem Ph.D. an der Universität Wales ab. Sein Arbeitsgebiet ist breit gefächert: Er forscht unter anderem über Interaktionen zwischen Krankheitserregern und Wirt und die Evolution der zugrundeliegenden genetischen Systeme, über die Metapopulation-Entwicklung bei Krankheiten am Beispiel des Antherenbrands (Microbotryum sp.) an Nelkengewächsen und darüber, wie Krankheiten die Grenzen der Verbreitung einer Art beeinflussen können.

## Ehrungen
1988 wurde er Mitglied der Royal Society.
1991 bekam er ein Guggenheim-Stipendium. 1992 wurde Antonovics in die American Academy of Arts and Sciences gewählt.
1999 gewann er den Sewall Wright Award. Im Studienjahr 2010/11 war er Fellow am Wissenschaftskolleg zu Berlin.

## Schriften
- Wilhelm Ludwig and his contributions to population genetics. In: Trends in Ecology and Evolution. 5, 1990, S. 87–90.
- mit C. L. Nunn, J. L. Gittleman: Promiscuity and the primate immune system. In: Science. 290, 2000, S. 1168–1170.
- Plant venereal diseases. Insights from a messy metaphor. In: New Phytologist. 165, 2005, S. 71–80.
- mit V. Rudolf: Disease transmission by cannibalism: rare event or common occurrence? In: Proceedings of the Royal Society of London. Series B. 274, 2007, S. 1205–1210.
- mit J. L. Abbate, C. H. Baker, D. Daley, M. E. Hood, C. E. Jenkins, L. J. Johnson, J. J. Murray, V. Panjeti, H. W. Volker, V. W. H. Rudolf, D. Sloan, J. Vondrasek: Evolution by any other name. Antibiotic resistance and avoidance of the e-word. In: Plos Biology. 5, 2007, S. E30.
- mit M. E. Hood, C. H. Baker: Was the 1918 flu avian in origin? In: Nature. 440, 2006, S. E9.
- The effect of sterilizing diseases on host abundance and distribution along environmental gradients. In: Proceedings of the Royal Society of London. Series B. 276, 2009, S. 1443–1448.
- mit M. E. Hood, J. I. Mena-Ali, A. K. Gibson, B. Oxelman, T. Giraud, R. Yockyeng, M. Arroyo, F. Conti, A. Pedersen, P. Gladieux: The global distribution of the anther-smut fungus. Microbotryum on species of the Caryophyllaceae as assessed from natural history collections. In: New Phytologist. 187, 2010, S. 217–229.
- mit M. Edwards: Spatio-temporal dynamics of bumblebee nest parasites („Bombus“ subgenus „Psythirus“ spp.) and their hosts („Bombus“ spp.). In: Journal of Animal Ecology. 80, 2011, S. 999–1011.
- mit M. Boots, D. Ebert, B. Koskella, M. Poss, B. M. Sadd: The origin of specificity by means of natural selection. Evolved and non-host resistance in host-pathogen systems. In: Evolution. 2012, doi:10.1111/j.1558-5646.2012.01793.x.